# Коновалов, Савелий Михайлович
Саве́лий Миха́йлович Конова́лов (род. 20 февраля 2004, Каменск-Уральский, Свердловская область) — российский биатлонист, призёр чемпионата России, победитель Спартакиады сильнейших. Мастер спорта России (2022).

## Биография
Родился в городе Каменск-Уральский Свердловской области. В детстве ходил в футбольную и плавательную секцию, а с 12-летнего возраста начал заниматься биатлоном у Василия Анатольевича Чемезова. С 2013 по 2019 год учился в местной спортивной школе, затем поступил в училище олимпийского резерва №1 г. Екатеринбург.
На внутрироссийских соревнованиях выступает за родную Свердловскую область. Личный тренер — Роман Владимирович Мусин.

### Спортивная карьера
Неоднократно становился победителем и призёром всероссийских соревнований по биатлону среди юниоров.
Первый успех на взрослом уровне пришёл в феврале 2024 года на Спартакиаде сильнейших, где Савелий стал победителем в смешанной эстафете и серебряным призёром в классической эстафете.
Сезон 2024/25 начинал на Кубке России, став бронзовым призёром в смешанной эстафете. В феврале 2025 года на главном старте сезона, «Кубке сильнейших» в Раубичах, завоевал первую личную награду на взрослом уровне, став вторым в спринте. Через месяц на чемпионате России в Ханты-Мансийске финишировал в топ-6 в спринте и гонке преследования, а вместе с командой Свердловской области завоевал серебро в эстафете.